# Тусон
Ту́сон (на английски на испански: Tucson) е град в щата Аризона, САЩ и окръжен център на окръг Пима.
Тусон разположен е на 188 km на югоизток от Финикс. Населението му е 531 641 жители (приблизителна оценка, 2015 г.), което го прави втория по големина град в щата след Финикс.
Основните предградия, включени в Тусон, са Оро Вали и Марана в северозападната част, Южен Тусон и Сахуарита на юг.
Английското име на града – Тусон, произлиза от испанското Tucsón [tuk'son], което на свой ред е заемка от името от О`одъм – Cuk Ṣon (чук шон), означаващо „в подножието на черния хълм“ (заради планината с вулканичен произход до града). Тусон понякога е наричан „Старото Пуебло“.
В Тусон се намира Университетът на Аризона.

## Известни личности
Родени
- Габриела Гифърдс (р. 1970), политик
- Линда Ронстад (р. 1946), певица
- Анхелика Селая (р. 1982), актриса

Починали
- Фредрик Браун (1906 – 1973), писател
- Уилис Лам (1913 – 2008), физик
- Лий Марвин (1924 – 1987), актьор
- Джоана Ръс (1937 – 2011), писателка

## Побратимени градове
- Алмати (Казахстан)
- Печ (Унгария)